# Ice Karting
L’Ice Karting è una disciplina motoristica invernale identica al karting, ma con la variante di non essere praticata sulle classiche piste asfaltate, ma esclusivamente su piste interamente ghiacciate.
Si utilizzano go-kart da noleggio con motori 4 tempi a bassa potenza e carenati che non richiedono grosse modifiche al mezzo.
Meno diffusi sono i go-kart con motori 2T ad alta potenza a causa di una serie di problematiche legate al freddo e alla pericolosità.

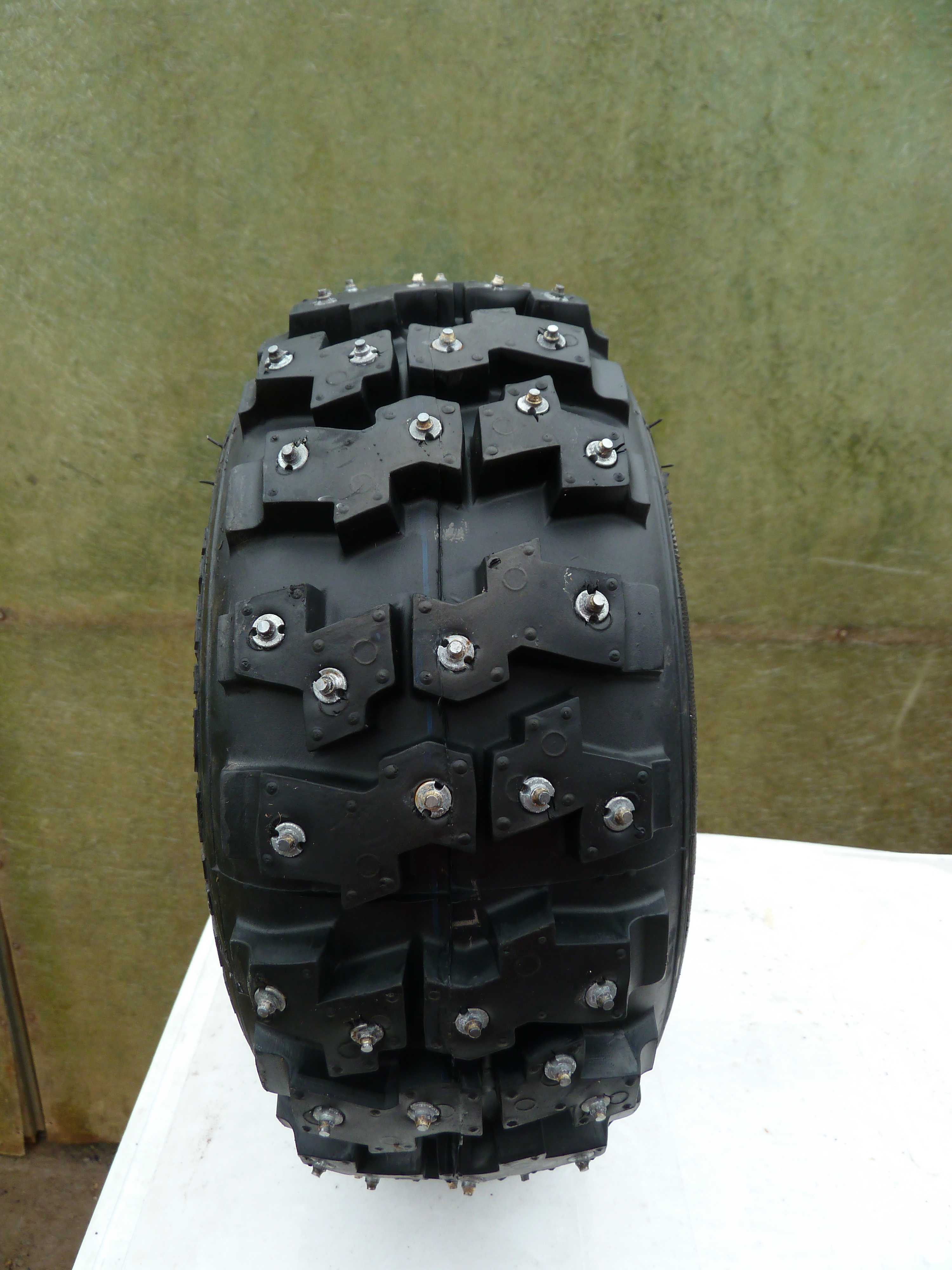
gomma go-kart da ghiaccio ice-karting

## La Preparazione del Go-Kart
Il go-kart per poter percorrere una pista ghiacciata deve essere opportunamente modificato sostituendo i normali pneumatici con gomme tassellate specifiche e chiodi avvitati nel battistrada. Normalmente sulle gomme dei go-kart a noleggio vengono applicati pochi chiodi per limitare la velocità e di conseguenza la pericolosità. Su un go-kart ad alte prestazioni una buona chiodatura corrisponde a 66 chiodi/gomma. 
Se il kart da allestire possiede un motore a miscela 2T è necessario intervenire con protezioni specifiche per la testa del motore, inserire al posto della classica acqua di raffreddamento del liquido antigelo, e aggiungere altri dispositivi per la protezione del carburatore e accorgimenti per l'olio del cambio che rimanendo molto denso per via del freddo, renderà difficoltoso l'inserimento delle marce.

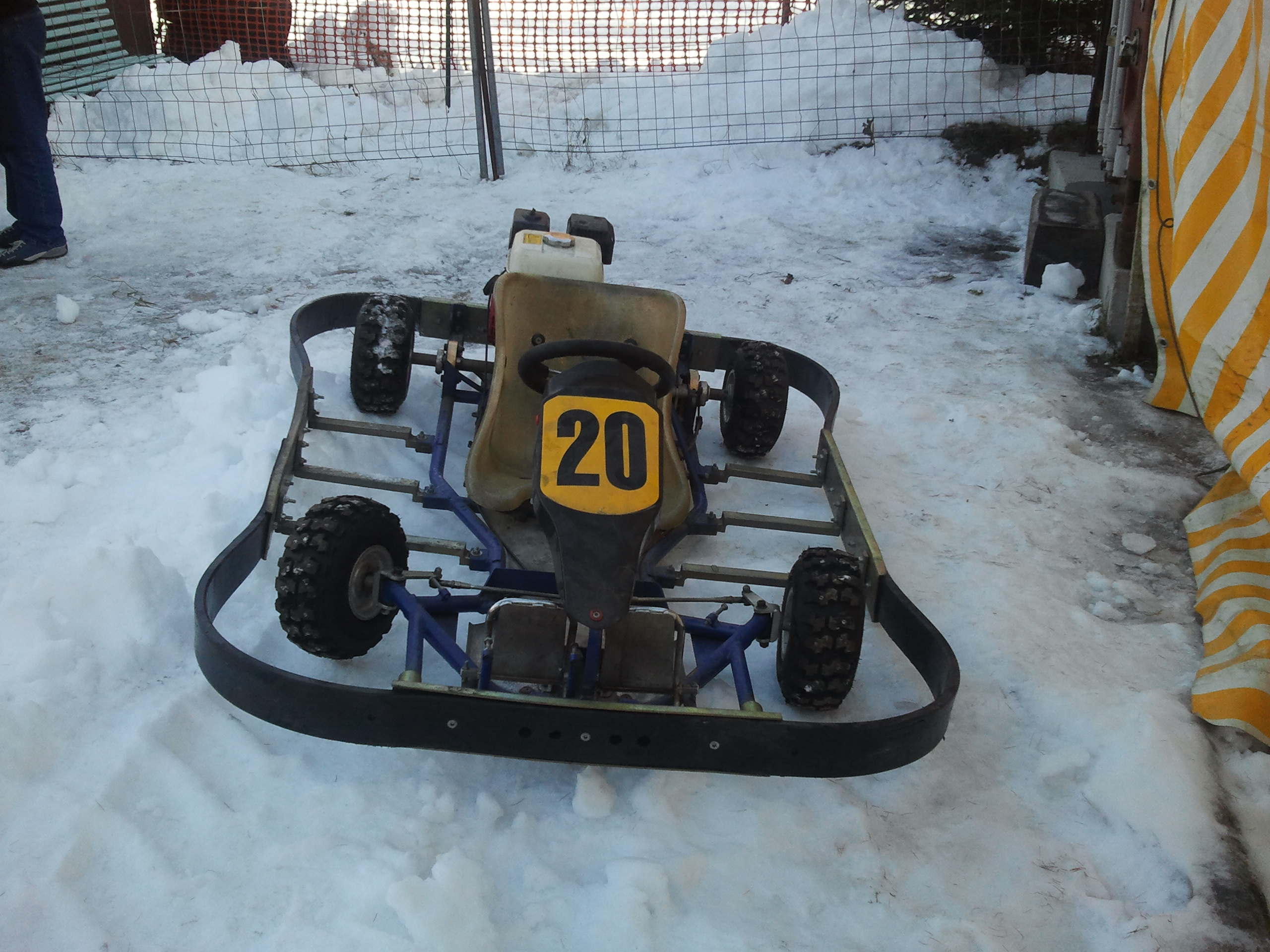
vecchio kart da ghiaccio

## Lo stile di guida
A differenza del classico karting, quello su ghiaccio estremizza tutti i comportamenti classici di guida. La bassissima aderenza garantita solo dai chiodi, porta ad effettuare evoluzioni anche involontarie. La tecnica del controsterzo è continuamente utilizzata per correggere la traiettoria del kart in queste condizioni dove la trazione posteriore porta normalmente a situazioni di sovrasterzo.
Anche se le sollecitazioni e accelerazioni longitudinali e trasversali in gioco su un Ice Karting (anche con motore 2T ad alta potenza) non sono nemmeno paragonabili alla versione estiva, la guida su ghiaccio aiuta indubbiamente ad aumentare le sensibilità e apprendere a bassa velocità i comportamenti estremi del mezzo abituando il guidatore ad automatismi che torneranno molto utili su asciutto e sull'automobile di tutti i giorni.

## Dove praticare L'Ice Karting
Nel nord italia ed esclusivamente in montagna, dove le temperature rimangono per diversi mesi sotto zero, stanno nascendo diverse piste per i go-kart da ghiaccio. In Piemonte, la Pista Ice Rosa Ring a Riva Valdobbia (VC) è stata una delle prime a disporre di una pista per go-kart su ghiaccio. Sempre in Piemonte Presso la Pista ICE Pragelato in provincia di Torino è possibile utilizzare il proprio go-kart preparato per il ghiaccio. Ancora a Pragelato, presso il Villaggio Kinka c'è la pista su ghiaccio più lunga d'Italia.
Inoltre nei pressi degli impianti di Cervinia in Valle d'Aosta è disponibile una pista dove è possibile noleggiare go-kart e viene praticata tutti gli anni una gara famosa su ghiaccio.

## Consigli sull'abbigliamento
Normalmente le piste si trovano in zone dove la temperatura è molto al di sotto dello zero.
Nonostante le sollecitazioni ridotte non obbligano all'utilizzo di un paracostole è comunque sempre consigliabile utilizzarlo per evitare danni alle costole in caso di urto con altri kart o contro le sponde della pista. È indispensabile invece utilizzare dei guanti invernali o da sci per proteggere dal freddo le mani. In caso contrario dopo un solo giro sarete costretti a fermarvi per completa mancanza di sensibilità delle mani ormai congelate. Un buon abbigliamento invernale protettivo contro il vento è molto utile e quasi indispensabile (per go-kart non carenati) indossare dei pantaloni impermeabili.

## Eventi pubblici
Dal 2009 al 2013 si è svolta a Madonna di Campiglio, durante l'evento Wrooom, la classica gara su pista ghiacciata con i go-kart. I partecipanti a questa gara di Ice Karting sono stati tutti i piloti della Scuderia Ferrari e della Scuderia Ducati Corse